# Itzá-Sprache
Die Itzá-Sprache oder Itzaj ist die Sprache des indigenen Volks der Itzá am Petén-Itzá-See im guatemaltekischen Departamento Petén.

## Klassifikation
Itzá gehört zu den Maya-Sprachen und ist nahe mit dem Mayathan im mexikanischen Yucatán und dem Lakandonischen in Chiapas, am nächsten aber mit der Mopan-Sprache in Belize verwandt.
Die Verwandtschaft des Itzá und des Mayathan von Yucatan kann mit der zwischen Spanisch und Italienisch verglichen werden. Dies bedeutet, dass eine Verständigung mit gewissen Mühen verbunden ist.

## Verbreitung
In der Vergangenheit war das Itzá-Maya die Sprache eines Großteils der Bevölkerung in Petén sowie in Teilen von Belize. Heute ist es in Belize ausgestorben und wird nur noch von wenigen, meist älteren Menschen in Petén gesprochen. 
Unter der Diktatur von Jorge Ubico Castañeda in den 1930er Jahren verbot der Gouverneur von Petén die indigenen Sprachen, so dass in den Schulen das Sprechen von Itzá mit Schlägen bestraft wurde. Das Dorf San José (Ixtutz) ist der letzte Ort, an dem die Itzá-Sprache noch zu hören ist. Während in anderen Dörfern die Sprache seit den 1930er Jahren nicht mehr an die Kinder weitergegeben wurde, setzte dieser Prozess im stärker isolierten San José erst später ein.
Bei der Volkszählung von 2002 in Guatemala gaben 1094 Personen Itza als Muttersprache an; 1983 Personen bezeichneten sich als Itza. SIL International gibt für das Jahr 1986 gar nur noch 12 voll kompetente Sprecher und für 1991 unter Berufung auf Hofling (1991) insgesamt 60 meist ältere, nicht mehr voll kompetente Sprecher an, wohnhaft in San José (Ixtutz) am Nordufer des Petén-Itzá-Sees. Hofling sprach 1991 von „vielleicht mehreren Dutzend“ Sprechern, sechzigjährig und älter, die kaum noch zum Sprechen ihrer traditionellen Sprache kämen. Obwohl sie den Verlust der Sprache beklagten, hätten sie sich damit abgefunden. Hofling stellte fest, dass auch Gebete und Gesänge nur noch auf Spanisch stattfanden. Seit 1991 gibt es jedoch auch Bestrebungen vor Ort, Kenntnisse der Sprache an die Kinder weiterzugeben. So begann Julian Tesucun Q'ixchan, an der Grundschule in San José (Ixtutz) die Sprache zu lehren.